# Harjumaa
Harjumaa (in estone Harju maakond) è una delle 15 contee dell'Estonia, situata nella parte settentrionale del Paese ed affacciata sul Golfo di Finlandia.

## Geografia
Confina a est con la contea di Lääne-Virumaa, a sud est con quella di Järvamaa, a sud con Raplamaa e a sud ovest con Läänemaa.
È la contea più popolosa del Paese e raccoglie oltre un terzo dell'intera popolazione estone. Ne fa parte anche Tallinn, capitale dell'Estonia e capoluogo della contea.
Lo stemma della contea è derivato della bandiera della Danimarca, riflettendo l'influenza storica della Danimarca sull'Estonia.

## Storia
Durante la seconda guerra mondiale nel comune rurale di Keila era in funzione il campo di concentramento di Klooga, un campo di lavori forzati installato dai nazisti durante l'occupazione nazista dell'Estonia, durante la seconda guerra mondiale nel quale furono uccisi migliaia di internati di religione ebraica.
Durante l'Occupazione sovietica delle repubbliche baltiche molti estoni vennero deportati in Siberia e contemporaneamente nella zona si stabilirono molti russi, i cui discendenti popolano queste zone.

## Geografia antropica
La contea è divisa in 16 comuni: 4 urbani (in estone linn) e 12 rurali (in estone vald).

### Comuni urbani
- Keila
- Loksa
- Maardu
- Tallinn

### Comuni rurali
- Anija
- Harku
- Jõelähtme
- Kiili
- Kose
- Kuusalu
- Lääne-Harju
- Raasiku
- Rae
- Saku
- Saue
- Viimsi

### Comuni soppressi nel 2017
In seguito a una riforma amministrativa, nel 2017 sono stati soppressi i seguenti comuni:
- Paldiski, Keila, Padise, Vasalemma; fusi nel nuovo comune di Lääne-Harju.
- Saue, Kernu, Nissi; uniti al comune rurale di Saue.
- Aegviidu; unito al comune di Anija.

## Galleria d'immagini

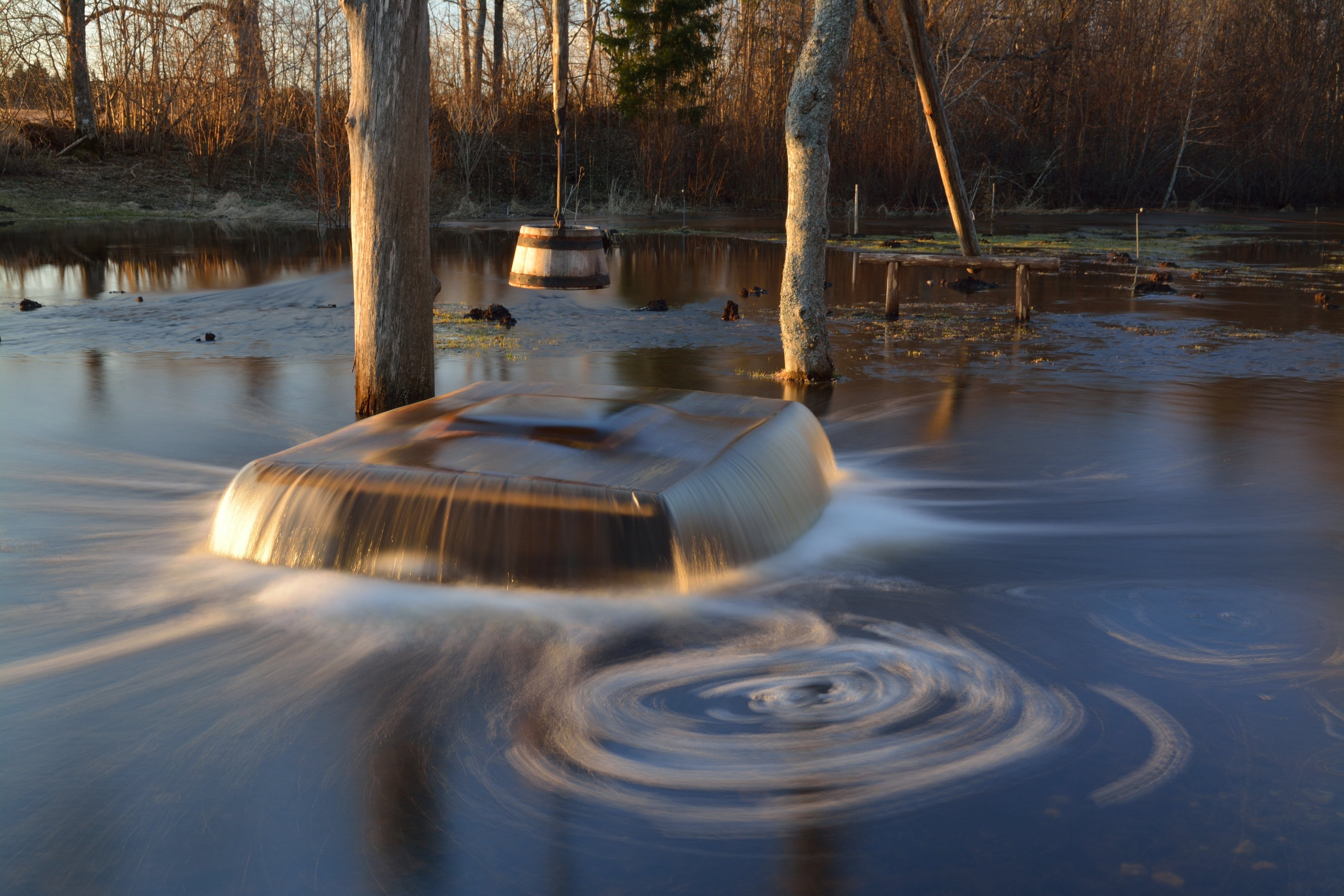
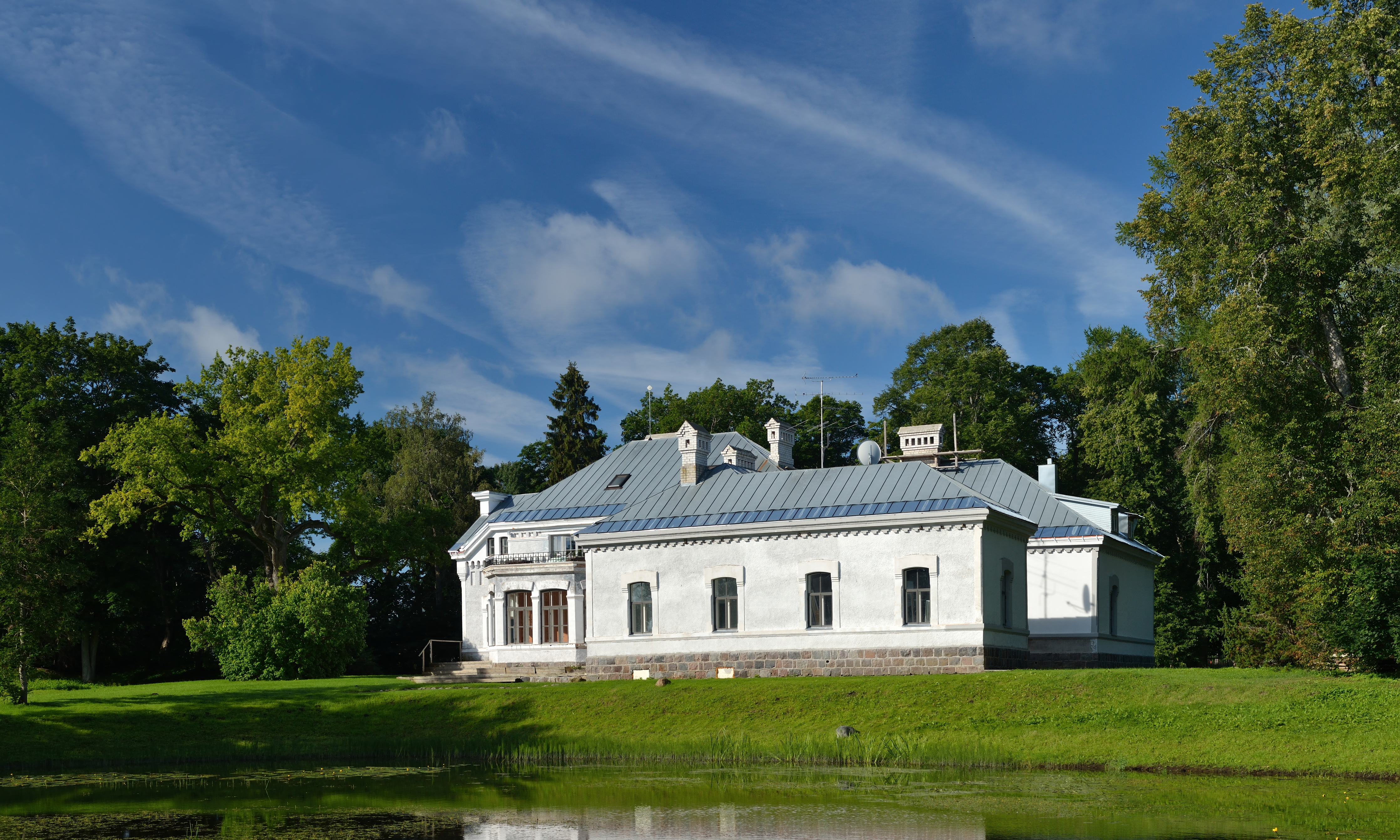
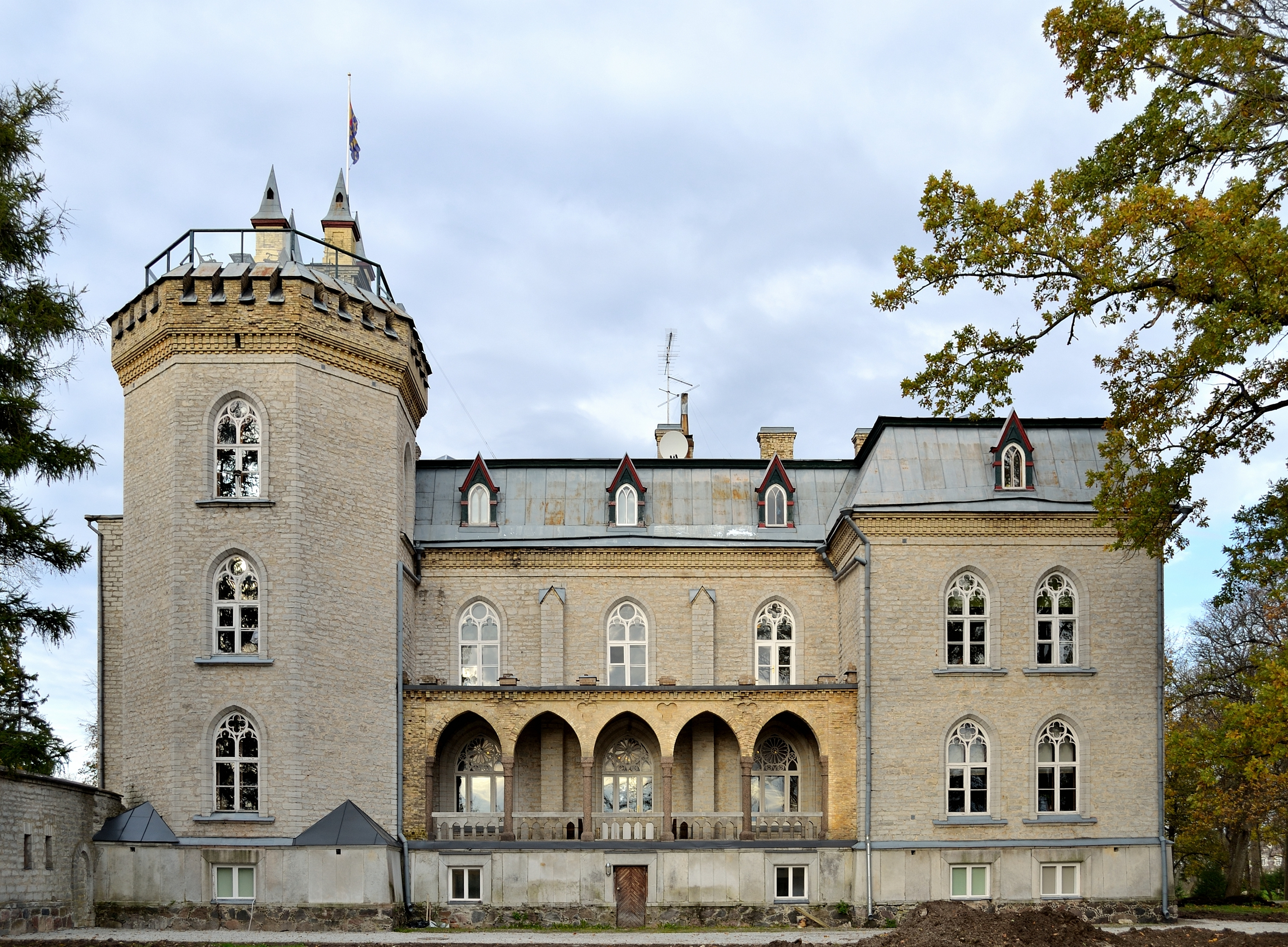
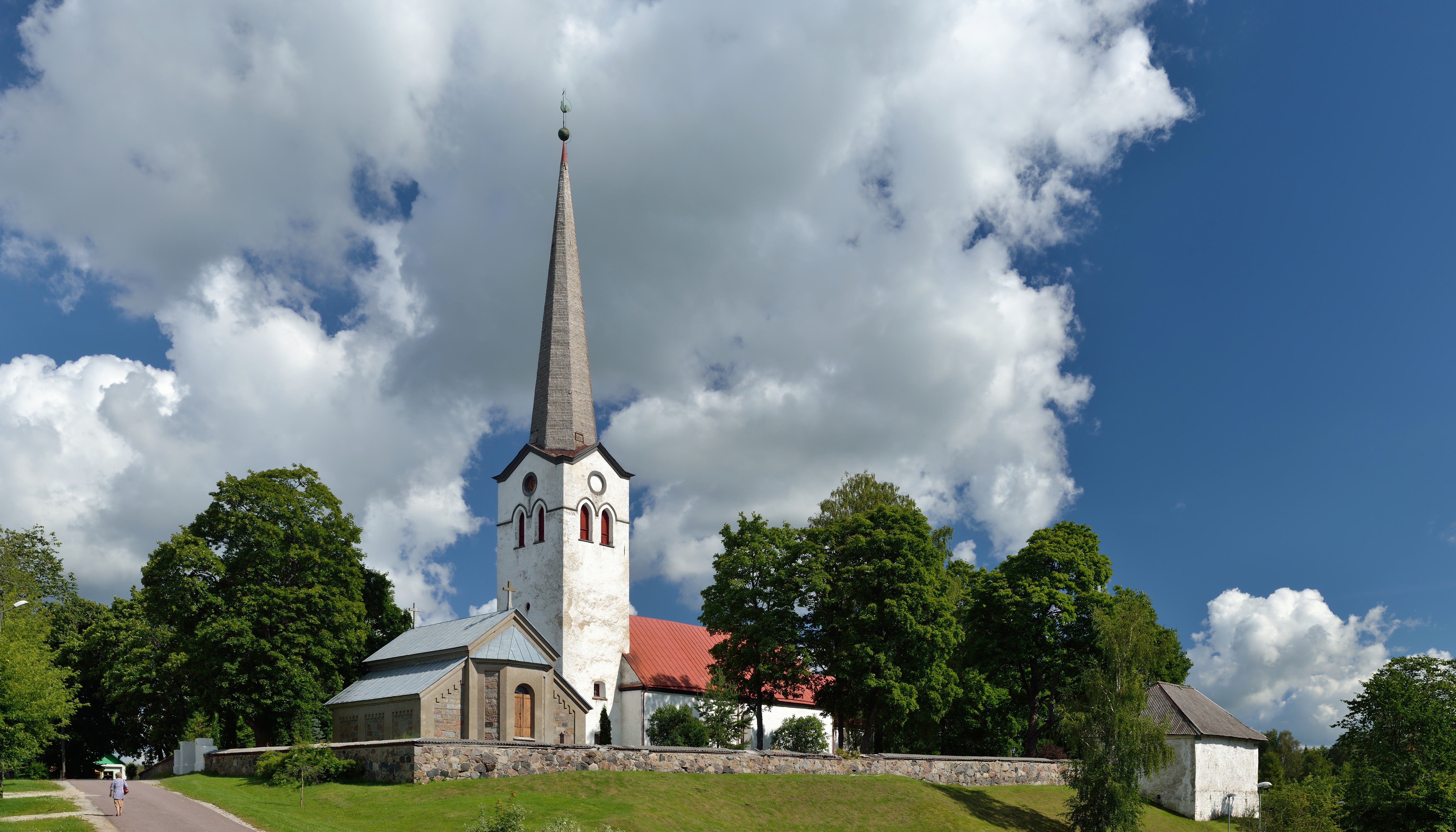
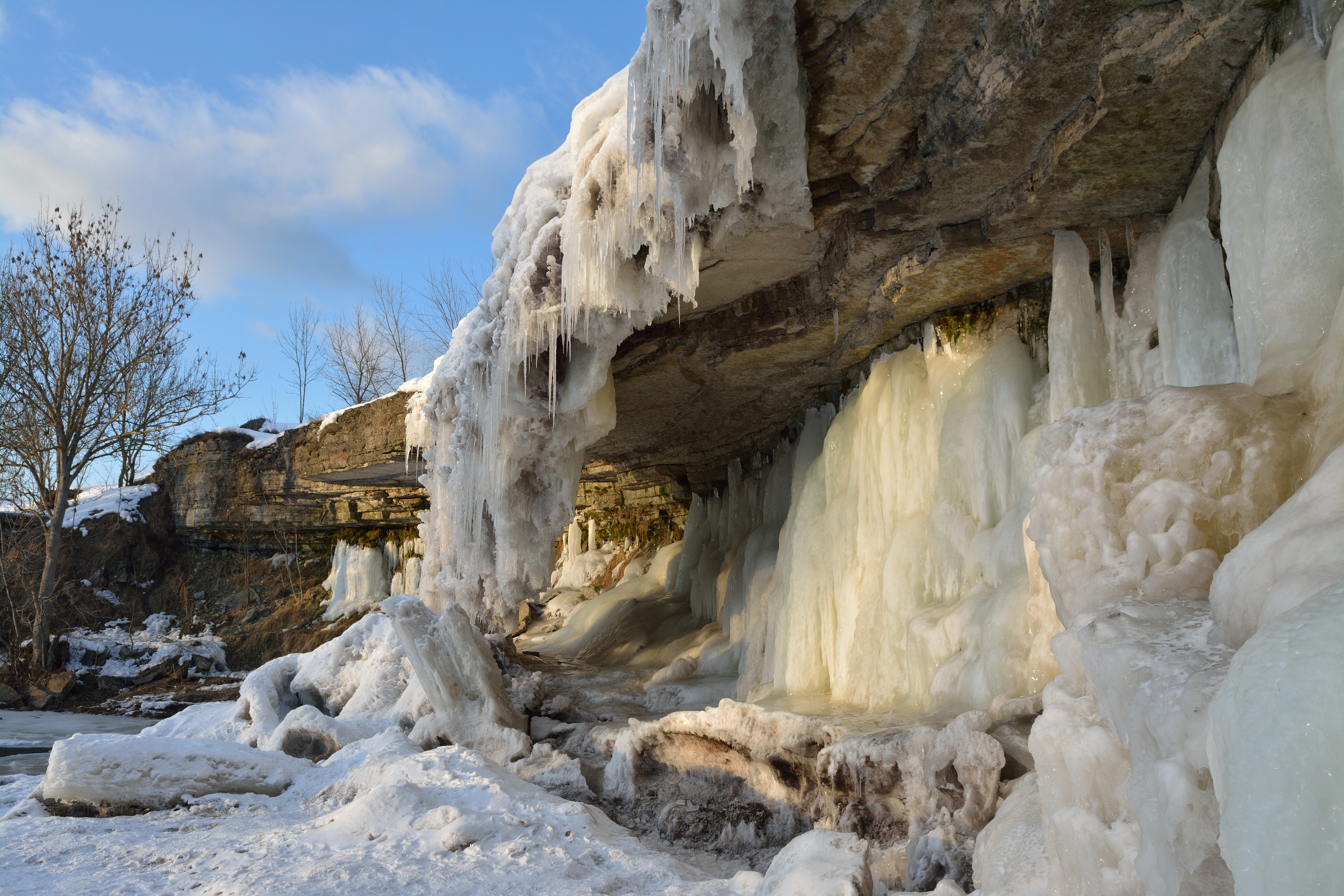
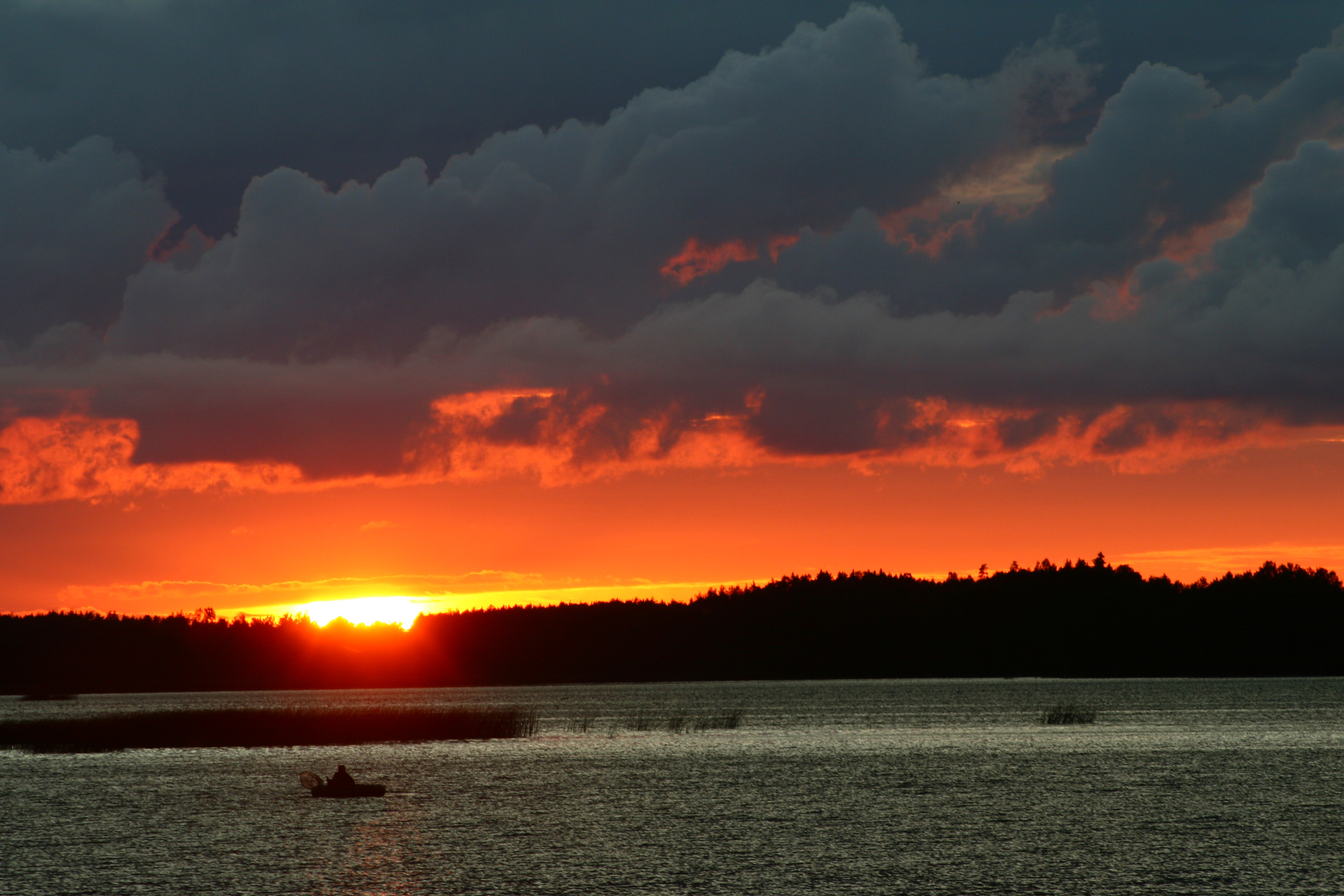
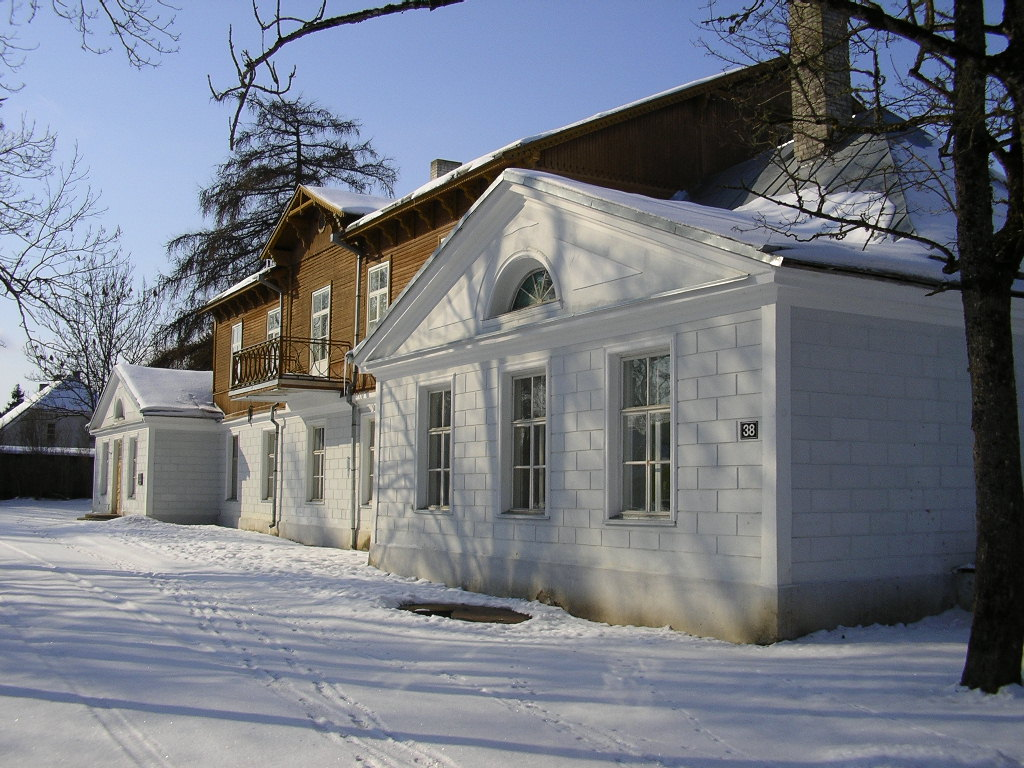